# Unité Magistrats
Unité Magistrats, anciennement dénommé syndicat national des magistrats Force ouvrière (FO-magistrats), est une organisation syndicale française regroupant des magistrats appartenant aux  juridictions et services de l'ordre judiciaire français (juridictions civiles et pénales de première instance, d'appel et de cassation), à l'École nationale de la magistrature (ENM) et à l'administration centrale. Il accueille également les futurs magistrats en formation (auditeurs de justice), les magistrats retraités, les magistrats en détachement et les magistrats en disponibilité.
Il est l'une des trois organisations reconnues comme représentatives dans la magistrature, et la seule à être rattachée à une organisation nationale.
Son siège est situé 46, rue des Petites-Écuries dans le 10e arrondissement de Paris.

## Histoire
Le syndicat est fondé en novembre 1990.
Il obtient 10,1 % des voix en 2007, dans le cadre des scrutins représentatifs de la profession, 8,9 % en 2010, 6,4 % en 2013 et 6,8 % en 2016.
Unité Magistrats est représentatif depuis février 2017 (grâce à l'abaissement à 6 % du seuil de représentativité des organisations professionnelles de magistrats) et reste à ce jour le seul syndicat de magistrats affilié à une confédération, en l'occurrence Force ouvrière.
Il est membre de l'Union des syndicats Force ouvrière du ministère de la Justice.
Le syndicat prend le nom « Unité Magistrats » lors d'un congrès extraordinaire en décembre 2017.
Aux élections à la commission d’avancement de l'été 2022, Unité Magistrats-Force ouvrière obtient 7,5 % des voix, contre 62,8 % pour l’USM et 29 % pour le SM. Unité Magistrats ne s'est pas présenté aux élections pour le CSM de novembre 2022.

## Indépendance politique et valeurs
Unité Magistrats est une organisation qui milite pour son indépendance vis-à-vis de tout groupement politique, philosophique ou religieux selon les principes de la charte d'Amiens que défend Force ouvrière, chacun de ses membres étant libre à titre individuel de penser ce qui lui convient.
Le syndicat est affilié à la Fédération des administrations générales de l'État Force ouvrière.

## Actions et positions
- Unité Magistrats conseille les magistrats et soutient leurs demandes dans le cadre de  la gestion de leurs carrières.
- Le syndicat a régulièrement associé le professeur Christophe Dejours aux travaux conduits sur la souffrance au travail au sein de  la magistrature.
- Il a historiquement développé une expertise dans le conseil et l'assistance dans les procédures prédisciplinaires et disciplinaires en agissant au bénéfice de tout magistrat qui lui en faisait la demande.

Il a ainsi participé à la défense individuelle devant le Conseil supérieur de la magistrature de Daniel Stilinovic, magistrat mis en cause dans l'affaire des disparues de l'Yonne, et à celle de Gérald Lesigne, procureur de la République à Boulogne chargé du suivi de l'affaire d'Outreau.
- Le syndicat a été à l'origine des premières questions prioritaires de constitutionnalité posées devant le Conseil supérieur de la magistrature en matière disciplinaire. Ainsi Unité Magistrats a provoqué la tenue en 2015 d'un troisième procès de Daniel Legrand dans l'affaire d'Outreau, bien que celui-ci ait été acquitté en appel en 2005[6],[7] et à nouveau en 2015[8]. Pour le journal Le Monde, la démarche manifeste le soutien du syndicat au juge Fabrice Burgaud dont l'enquête avait été gravement remise en cause[9], ce que confirme la tonalité du compte rendu rédigé par le syndicat à l'issue de son audition par la commission d'enquête parlementaire ayant suivi ce qui a été qualifié de fiasco judiciaire[10].
- Unité Magistrats a obtenu plusieurs évolutions syndicales importantes pour la profession de magistrats et notamment la diffusion de dispositions protectrices pour les agents de la Direction des services judiciaires en matière de santé et sécurité au travail. Ainsi en est-il pour la possibilité d'une extension du droit d'être assisté pour l'agent qui s'estime victime de souffrance au travail, ou encore les possibilités de récupération horaire des personnels des « juridictions du groupe 2 » (c'est-à-dire les juridictions moyennes).
- Le syndicat réclame une profonde réforme des instances professionnelles de la magistrature en instaurant notamment les scrutins sur le principe démocratique « un magistrat = une voix » au suffrage direct et proportionnel[11].
- Le syndicat exerce une vigilance et initie régulièrement des recours devant le Conseil d’État contre les textes réglementaires défavorables à la magistrature et s'associe aux recours individuels quand son soutien lui est demandé, ainsi :
  - Annulation des circulaires contraires aux textes régissant le temps de travail dans les juridictions (année 2004).
  - Annulation partielle de l'arrêté du 15 décembre 2006 sur l'indemnité d'hébergement (CE, 4 mars 2009).
  - Annulation de l'évaluation de l'activité professionnelle de magistrats (CE, 28 décembre 2005 ; CE, 17 mars 2008 ; CE, 21 janvier 2011).
  - Annulation d'avertissements (CE, 16 janvier 2006 ; CE, 21 octobre 2009).
  - Annulation d’une sanction prononcée par le CSM (CE 26 décembre 2012).
  - Annulation partielle de l’arrêté du 8 août 2011 sur la composition des CHSCT (discrimination au détriment de FO-magistrats)(CE, 1er février 2014).
  - Versement de la dotation syndicale du syndicat FO-Magistrats (TA Paris, 7 mai 2014).
  - Annulation du refus de versement de la dotation syndicale du syndicat FO- magistrats (discrimination au détriment de FO-magistrats) (TA Paris, 7 mai 2014).
  - Annulation du taux de prime modulable fixé à un magistrat (TA Paris, 18 février 2016).
  - Engagement en avril 2016 d'un recours contre le décret sur le télétravail devant le Conseil d’État.
  - Recours contre le décret du 5 décembre 2016 portant création de l'inspection générale de la Justice[12].

## Publications
Depuis sa création, le syndicat publie une lettre d'information « 4 pages » à destination des magistrats ainsi qu'une revue Justice en questions.

## Secrétaires généraux
- ?-2010 : Naïma Rudloff
- 2010-2016 : Emmanuel Poinas
- Depuis 2016 : Béatrice Brugère[14]